# Uwe Looft
Uwe Hans Looft (* 7. November 1938 in Trittau; † 24. Juli 2019 ebd.) war ein deutscher Jurist und Politiker (CDU).

## Leben und Beruf
Nach dem Abitur an der Stormarnschule in Ahrensburg im Jahr 1959 studierte Looft Rechtswissenschaften in Hamburg, Kiel und Bonn. Er legte 1963 das erste juristische Staatsexamen in Schleswig ab, absolvierte von 1964 bis 1968 den juristischen Vorbereitungsdienst und war außerdem von 1966 bis 1968 als wissenschaftlicher Assistent tätig. 1968 beendete er sein Studium mit dem zweiten juristischen Staatsexamen in Hamburg. Im Anschluss erhielt er seine Zulassung als Rechtsanwalt. 

## Partei
Looft hatte sich 1958 der Jungen Union (JU) angeschlossen und wurde später zum stellvertretenden Landesvorsitzenden der JU Schleswig-Holstein gewählt. Während seines Studiums war er von 1960 bis 1963 Mitglied im Ring Christlich-Demokratischer Studenten (RCDS). Er trat 1959 in die CDU ein und war dann stellvertretender Vorsitzender des CDU-Kreisverbandes Stormarn. Von 1968 bis 1971 fungierte er als Geschäftsführer der CDU-Fraktion des Schleswig-Holsteinischen Landtages.

## Abgeordneter
Looft war von 1966 bis 1972 Kreistagsmitglied des Kreises Stormarn. Dem Deutschen Bundestag gehörte er als Nachrücker für den verstorbenen Abgeordneten Will Rasner vom 15. Oktober 1971 bis 1972 an. Er war über die Landesliste Schleswig-Holstein ins Parlament eingezogen.